# Parafia Matki Bożej Częstochowskiej w Bożem
Parafia Matki Bożej Częstochowskiej w Bożem – jedna z 8 parafii rzymskokatolickich dekanatu głowaczowskiego diecezji radomskiej.

## Historia
Począwszy od roku 1933 msze święte w Bożem były celebrowane w dawnej remizie strażackiej. Parafia została erygowana 20 marca 1939 przez bp. Jana Kantego Lorka z wydzielonych wiosek parafii Stromiec. Kościół pierwotny, drewniany, powstał według projektu arch. Jakubowskiego z Radomia i zbudowany był w latach 1936–1937 staraniem ks. Józefa Adamczyka. Podczas walk wojennych na przyczółku warecko-magnuszewskim na przełomie lat 1944 i 1945 kościół został doszczętnie zniszczony, podobnie zresztą jak większość zabudowy mieszkalnej wiosek. Na zgliszczach w latach 1945–1947 została zbudowana skromna, druga świątynia, także drewniana, pw. NMP Częstochowskiej i też staraniem ks. Józefa Adamczyka. 
Obecny kościół według projektu arch. Jerzego Turno, Ryszarda Kańskiego i Zbigniewa Chołuja z Radomia zbudowano w latach 1979–1982 staraniem ks. Zbigniewa Wereszczyńskiego. Poświęcenie kościoła nastąpiło 13 czerwca 1982, a dokonał go bp Stanisław Sygnet. Kościół jest murowany z cegły czerwonej, fragmenty frontonu, wieży i przypory z cegły klinkierowej, w stylu nowoczesnym, halowy, wnętrze niesymetryczne.

## Proboszczowie
- 1939–1949 – ks. Józef Adamczyk
- 1949–1959 – ks. Jan Chaczek
- 1959–1974 – ks. Janusz Jaworski
- 1974–1985 – ks. Zbigniew Wereszczyński
- 1986–1991 – ks. Wacław Dutkiewicz
- 1991–2018 – ks. kan. Czesław Brudek
- od 2018 - ks. Roman Panek

## Terytorium
Do parafii należą: Augustów, Biała Góra, Boska Wola, Boże, Budy Augustowskie, Dąbrówki, Gać {Strzyżyna), Krzemień.